# Amminoacidi glucagonogenici
Gli Amminoacidi glucagonogenici, dall'inglese glucagonogenic ammino acids, rappresentano quella classe di amminoacidi in grado di stimolare la produzione di glucagone. Sebbene questa denominazione sia poco popolare, venne coniata da alcuni ricercatori attorno alla fine degli anni ottanta (Schmid et al., 1989), per definire quegli amminoacidi che, in seguito all'ingestione di proteine, stimolano maggiormente la produzione di questo ormone.

## Amminoacidi e glucagone
In seguito all'ingestione di cibi proteici, il pancreas endocrino reagisce con una serie di risposte ormonali, tra cui la secrezione di insulina e glucagone, al fine di mantenere l'omeostasi glicemica, senza incrementare i livelli di glucosio ematico. Il ruolo dell'ormone in questo contesto fisiologico consiste nel evitare l'ipoglicemia causata dall'insulina in risposta agli amminoacidi stessi avviando la liberazione del glicogeno epatico (glicogenolisi epatica). Mentre svariati componenti aminoacidici sono propensi alla stimolazione dell'insulina (amminoacidi insulinogenici), altrettanti riescono a stimolare il glucagone. In realtà molti dei 20 amminoacidi che compongono le proteine hanno un effetto stimolatorio su entrambi gli ormoni, che vengono allo stesso modo secreti in risposta ai cibi proteici. Alcuni amminoacidi come l'alanina sembrano stimolare più il glucagone dell'insulina. Da alcuni esperimenti sui cani (Rocha, 1972), è emerso che 17 dei 20 amminoacidi che compongono le proteine, causano un sostanziale incremento del glucagone plasmatico. L'asparagina in questo contesto ha il maggiore effetto sulla sua secrezione, seguito da glicina, fenilalanina, serina, aspartato, cisteina, triptofano, alanina, glutammato, treonina, glutammina, arginina, ornitina, prolina, metionina, lisina, e istidina. Solo valina, leucina e isoleucina (cioè gli amminoacidi ramificati) non hanno alcun effetto sulla produzione di glucagone, e l'isoleucina può ridurla. Gli amminoacidi che entrano nella via metabolica della gluconeogenesi come piruvato e, per il quale si crede provvedano a fornire gran parte del glucosio derivante dagli amminoacidi, inducono una maggiore stimolazione glucagonogenica rispetto a quegli amminoacidi che entrano delle vie metaboliche del succinil-CoA e α-chetoglutarato. Tuttavia il piruvato in sé non stimola la secrezione di glucagone. Altre ricerche più recenti indicano che l'intensità della risposta del glucagone all'introito proteico è proporzionale alla concentrazione di amminoacidi nel plasma (amminoacidemia), analogamente a quanto avviene per l'insulina.

## Amminoacidi glucagonogenici[8]
- alanina
- arginina
- asparagina
- aspartato
- cisteina
- fenilalanina
- glicina
- glutammato
- glutammina
- istidina
- lisina
- metionina
- ornitina
- prolina
- serina
- treonina
- triptofano